# Kave
Kave Kovač (perz. کاوه آهنگر; Kave Ahangar) je najslavniji lik iz iranske mitologije koji je pokrenuo ustanak protiv okrutnog stranog vladara Zahaka. U avestanskoj tradiciji negativac je iz Babilonije i zapravo više predstavlja demona nego čovjeka, dok se u Firdusijevoj Šahnami iz 10. stoljeća poistovjećuje sa zlim arapskim vladarom (kalifom). Prema priči, Kave Kovač podigao je narodni ustanak nakon što su mu Zahakovi podanici ubili 18 sinova, poveo je sunarodnjake su borbu i svrgnuo tiranskog vladara. Nakon pobjede podiže tzv. „Dravši Kavian”, ukrašenu zastavu (sasanidski barjak) koja je postala simbolom iranske nezavisnosti, jedinstva i otpora tuđincu. 